# Manpho
Manpho (hangul: 만포시, Manpho-si, handzsa: 滿浦市, RR: Manp'o-si, ’határoló partvonal’) város Észak-Koreában, Csagang (Chagang) tartományban.

## Történelme
1424 júliusában említik először a Csoszon (Joseon)-dinasztia feljegyzései között, faluként. 1949 januárjában vált külön Kanggje (Kanggye) megyétől, és kapott megyei jogosultságokat. Városi rangra 1967 októberében emelték.

## Földrajza
Északról és nyugatról a Jalu (Yalu) folyó, északkeletről Csaszong (Chasŏng) megye, keletről Csanggang (Changgang) megye, délről Sidzsung (Sijung) megye, délnyugatról pedig Üvon (Wiwŏn) megye határolja.
Manpho (Manp'o) hegyvidékes területen helyezkedik el, legmagasabb pontja az 1373 méter magas Pombaüszan (범바위산, Pŏmbawisan), legalacsonyabb pedig a Jalu (Yalu) völgyében található Namszang-ri (Namsang-ri) (mindössze 165 méter).
A város egyike Csagang (Chagang) tartomány egyik legmagasabban fekvő körzeteinek, hőmérséklete viszonylag magas. Az éves átlag hőmérséklet 6,5℃, nyáron átlagosan 23,6℃, télen -14,4℃ körül alakul. A legmagasabb hőmérsékletet, 38,1℃-ot 1972 júliusában, a legalacsonyabbat, -32,4℃-ot 1959 januárjában mérték. Az éves átlagos csapadékmennyiség 947,8 mm, ennek 60 százaléka nyáron esik.

## Közigazgatása

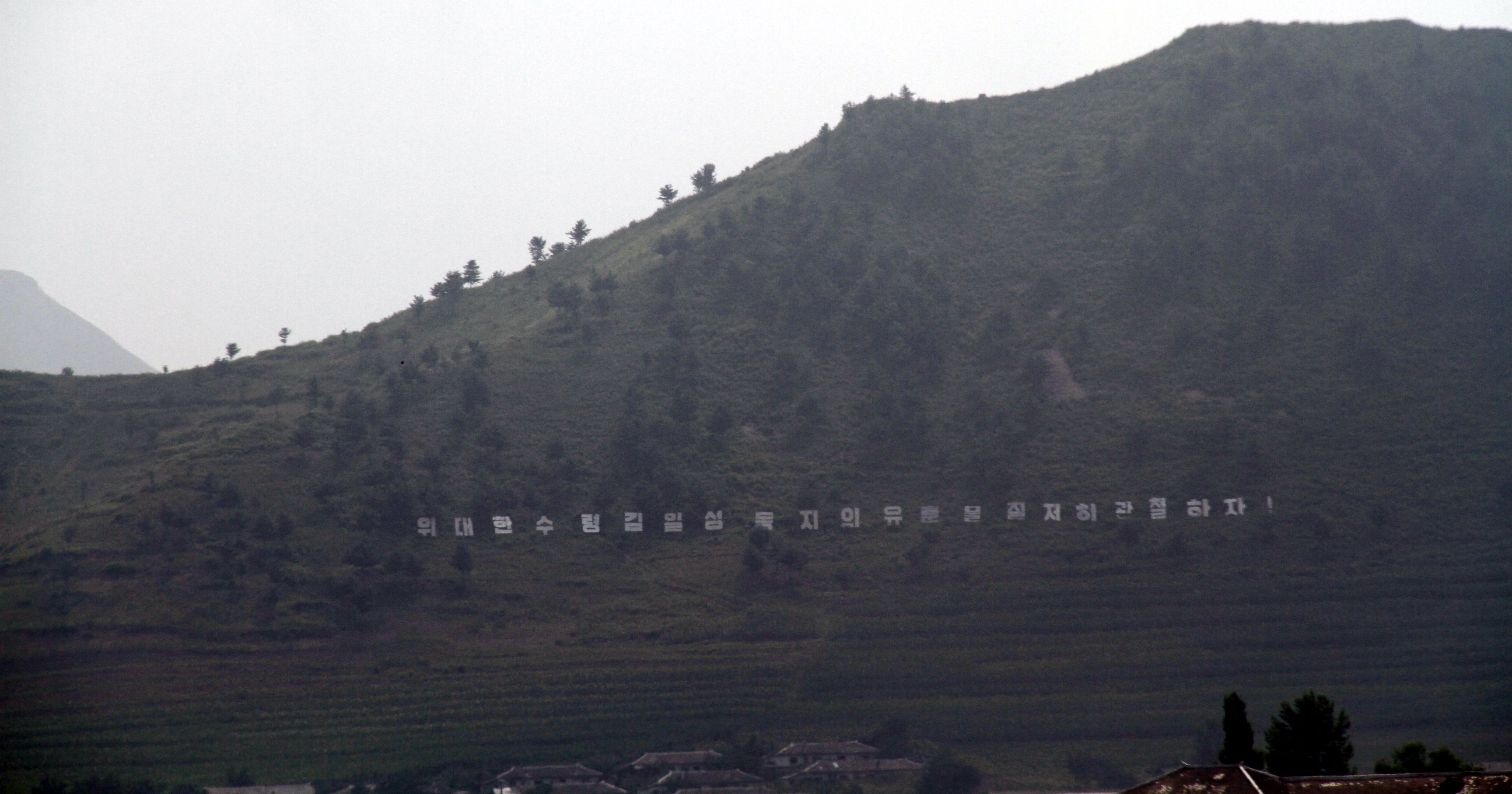
Propagandafelirat a Jalu (Yalu) partján: „Kövessük teljes mértékben a Nagy Vezér, Kim Ir Szen (Kim Il-sung) elvtárs tanításait!”

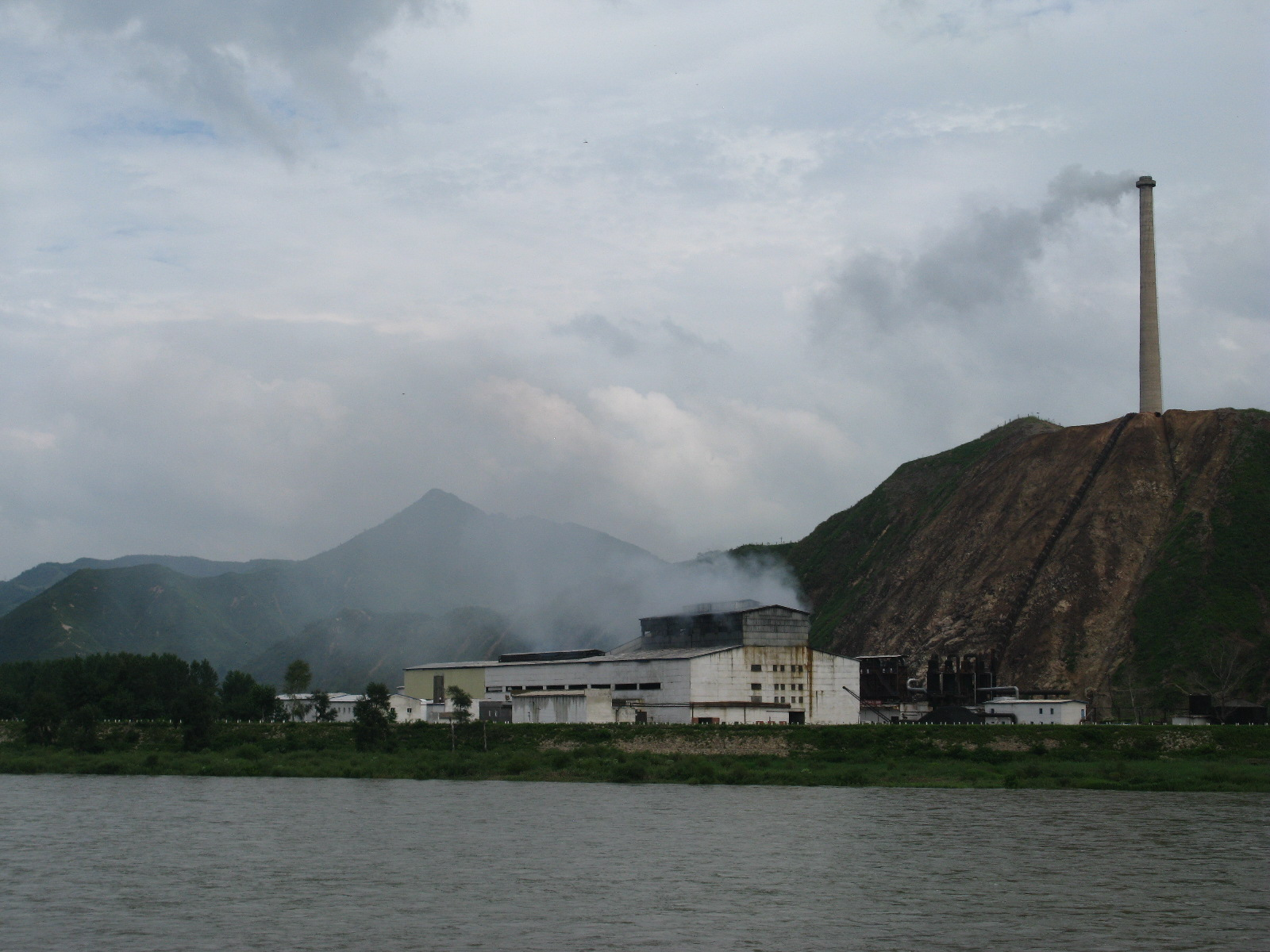
Kohó Manpho (Manp'o) közelében

Manpho (Manp'o) város 11 tong (tong)ból és 15 faluból (ri (ri)) áll.
| - Koge-tong (고개동; 고개洞, Kogae-dong) - Kunmak-tong (군막동; 軍幕洞, Kunmak-dong) - Kangan-tong (강안동; 江岸洞, Kang'an-dong) - Szegom-tong (세검동; 洗劍洞, Segŏm-dong) - Szemmul-tong (샘물동; 샘물洞, Saemmul-dong) - Ponghva-tong (봉화동; 烽火洞, Ponghwa-dong) - Kvanmun-tong (관문동; 關門洞, Kwanmun-dong) - Szemaul-tong (새마을동; 새마을洞, Saemaŭl-dong) - Munak-tong (문악동; 文岳洞, Mun'ak-dong) - Kuo-tong (구오동; 九五洞, Kuo-dong) - Pjoro-tong (별오동; 別午洞, Pyŏro-dong) - Mitha-ri (미타리; 美他里, Mit'a-ri) - Koszan-ri (고산리; 高山里, Kosan-ri) | - Namszang-ri (남상리; 南上里, Namsang-ri) - Jonha-ri (연하리; 延下里, Yŏnha-ri) - Jonszang-ri (연상리; 延上里, Yŏnsang-ri) - Konha-ri (건하리; 乾下里, Kŏnha-ri) - Kondzsung-ri (건중리; 乾中里, Kŏnjung-ri) - Konszang-ri (건상리; 乾上里, Kŏnsang-ri) - Tunggong-ri (등공리; 登公里, Tŭnggong-ri) - Szongha-ri (송하리; 松下里, Songha-ri) - Szonghak-ri (송학리; 松鶴里, Songhak-ri) - Hambu-ri (함부리; 咸富里, Hambu-ri) - Szamgang-ri (삼강리; 三江里, Samgang-ri) - Jonpho-ri (연포리; 煙浦里, Yŏnp'o-ri) - Simnidong-ri (십리동리; 十里洞里, Simridong-ri) |

## Gazdaság

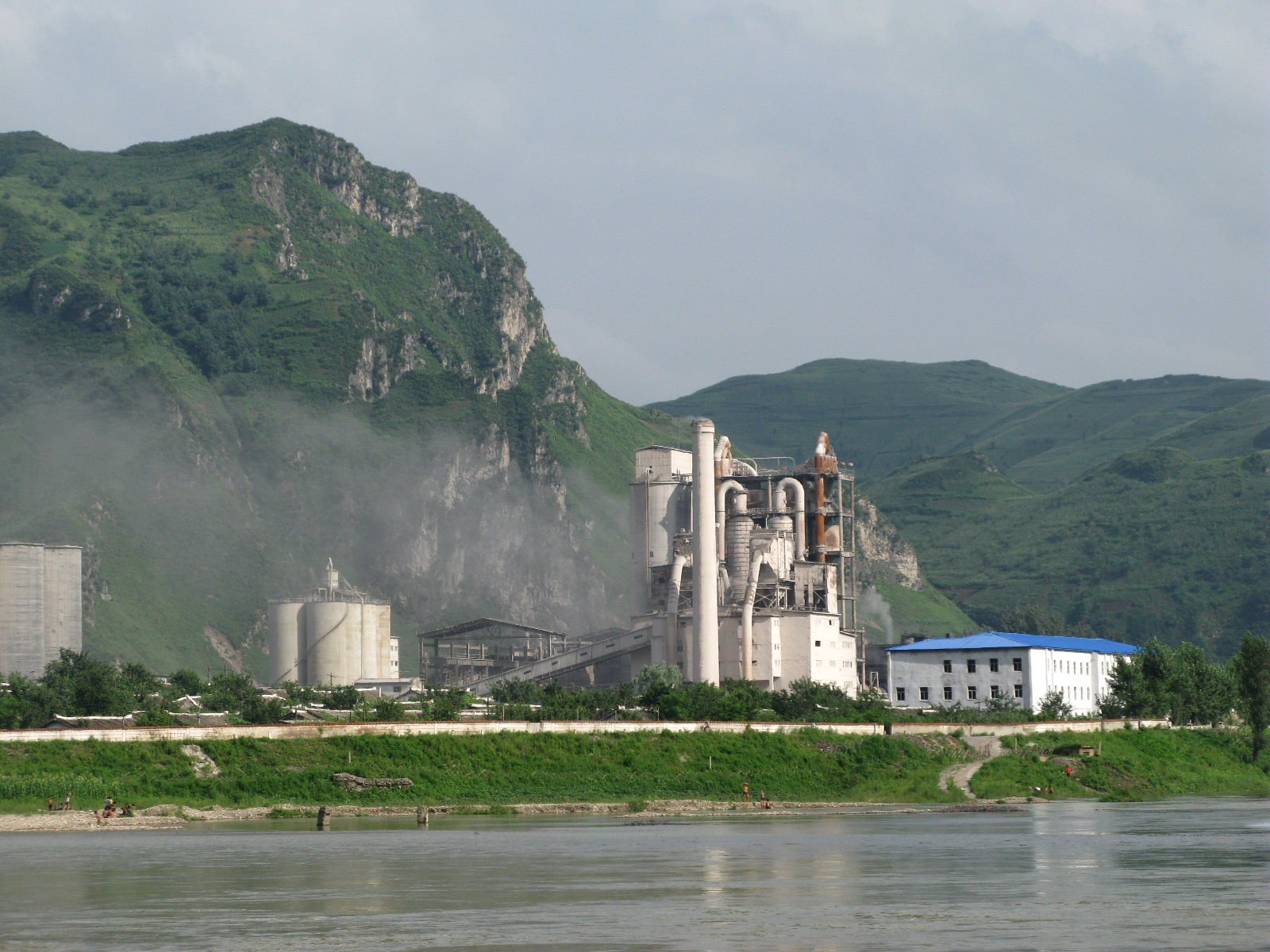
Cementgyár Manpho (Manp'o) közelében

Manpho Észak-Korea egyik legnagyobb iparvárosa, autógumi, textil, ruházat, élelmiszer, építőanyagok, vegyi anyagok, és gépek kerülnek előállításra a városban. A város legfontosabb terméke azonban a villamosenergia, amelyet a helyi vízierőművek állítanak elő.
Vízierőművei:
- Szonghak (Songhak) erőmű (송학발전소; 松鶴發電所)
- Szongha (Songha) erőmű (송하발전소; 松下發電所)
- Tunggong (Tŭnggong) erőmű 1-es és 2-es blokkja (등공1호발전소; 登公一號發電所, 등공2호발전소; 登公二號發電所)

Többek közt kötőüzemmel, textilgyárral, festékgyárral és gyermekruhagyárral rendelkezik.
Hangszereket is állítanak elő a városban, többek közt csellókat, hegedűket, és kajagum (kayageum)-öket.

## Oktatás
A város saját könyvtárral, szakiskolával, művelődési házzal rendelkezik. Otthont ad továbbá egy egyetemnek is.

## Egészségügy
Manpho (Manp'o) saját kórházzal rendelkezik, továbbá más orvosi rendelők is találhatók a városban.

## Közlekedés
Manpho (Manp'o) vasútvonal része, vasúti összeköttetésben van Kanggjé (Kanggyé-)vel, Hjeszan (Hyesan-)nal és a határfolyó feletti hídon átlépve a kínai Csilin (Jilin) tartomány Csian (Ji'an) városával.